# OTHERSIDE OF DOES
『OTHERSIDE OF DOES』（アザーサイド・オブ・ドーズ）は、2013年9月25日にキューンミュージックから発売されたDOESのベスト・アルバム。

## 概要
DOES初のカップリング・ベスト。「SUBTERRANEAN ROMANCE」レコーディング時に制作した「ヒーロースター」「ギンガムの街」や、2013年2月のZepp DiverCity TOKYO公演で披露した「遠くまで」といった未発表曲、新曲も収録。

## 収録曲
- 全曲 - 作詞・作曲：氏原ワタル / 編曲：DOES

1. バイスクール
2. フーテンガッタホリデイ
3. ウー・アー
4. あしたの国
5. 光の街
6. ダンス・イン・ザ・ムーンライト (zamurai mix)
  - TOKYO No.1 SOUL SETの川辺ヒロシによるリミックス。原曲はアルバム『NEWOLD』に収録。
7. ワインディング・ロード
8. メイデー・レイデー
9. 修羅 (LIVE at Shinjuku LOFT)
10. サマー・サンセット
11. 秘密の風景
12. トーチ・ライター
  - 東宝系映画『クローズZERO II』挿入歌。
13. ビート・クラブ
  - 表記は無いがアルバムバージョンであり、イントロのドラムカウントがカットされている。
14. チョコレート
  - Mary'sショートムービー「トーキョーチョコレート」主題歌。「夜明け前」と両A面扱いでリリースされた曲だが、このアルバムで初収録となった。
15. 薄明
16. ギンガムの街 (Alternative ver.)
  - 11thシングル「ジャック・ナイフ」のカップリングの別テイクバージョン。
17. S.O.S.O
18. ヒーロースター
  - 未発表曲。アルバム『SUBTERRANEAN ROMANCE』の頃のデッドストック。
19. 遠くまで
  - 新曲。PVが存在し、その映像は後発のシングル「紅蓮」の初回盤DVDに収録されている。